# Рафаель Сантос Борре
Рафаель Сантос Борре (ісп. Rafael Santos Borré, нар. 15 вересня 1995, Барранкілья) — колумбійський футболіст, нападник бразильського «Інтернасьйонала» і збірної Колумбії.

## Клубна кар'єра
У дорослому футболі дебютував 2013 року виступами за команду клубу «Депортіво Калі», в якій провів три з половиною сезони, взявши участь у 46 матчах чемпіонату. У складі «Депортіво Калі» був одним з головних бомбардирів команди, маючи середню результативність на рівні 0,43 голу за гру першості. Останній рік грав за рідну команду на умовах оренди з іспанського «Атлетіко» (Мадрид), з яким у серпні 2015 року уклав шестирічний контракт.
Влітку 2016 року все ж перебрався до Іспанії, але дебютував у Ла-Лізі не в складі «Атлетіко», а за «Вільярреал», до якого був також відданий в оренду.
Влітку 2017 року, так й не дебютувавши за «Атлетіко», повернувся до Південної Америки, ставши гравцем аргентинського «Рівер Плейт». У своєму дебютному сезоні він допоміг клубу завоювати Кубок та Суперкубок Аргентини, а згодом допоміг команді здобути перемогу у Кубку Лібертадорес 2018 року, забивши три м'ячі, що дозволило їй стати учасником тогорічного Клубного чемпіонату світу. На цьому турнірі взяв участь в обох іграх південноамериканської команди, відзначившись дублем у програному в серії пенальті півфіналі проти еміратського «Аль-Айна» та реалізувавши пенальті у грі за третє місце проти японського «Касіма Антлерс» (перемога 4:0). Завдяки цьому з трьома забитими голами став найкращим бомбардиром турніру (разом з валлійцем Гаретом Бейлом з «Реал Мадрид»). Згодом отримав «бронзовий м'яч» як третій найкращий гравець змагання. У 2019 році він вдруге став володарем Кубка Аргентини, а в 2020 році Борре став найкращим бомбардиром чемпіонату Аргентини, забивши 12 голів.
5 липня 2021 року Борре повернувся до Європи, підписавши контракт із німецьким «Айнтрахтом» на правах вільного агента. Угода розрахована терміном до літа 2025 року. 25 вересня в поєдинку проти «Кельна» Рафаель забив свій перший гол за «Айнтрахт». За підсумками сезону 2021/22 Борре виграв з «Айнтрахтом» Лігу Європи УЄФА, зігравши в тому числі і у фінальному матчі, де провів на полі усі 120 хвилин, забивши гол на 69 хвилині, а потім реалізувавши останній вирішальний післяматчевий пенальті.

## Виступи за збірні
Протягом 2014—2015 років залучався до складу молодіжної збірної Колумбії, посівши друге місце на молодіжному чемпіонаті Південної Америки 2015 року в Уругваї . На турнірі він взяв участь у 7 матчах і у поєдинку проти перуанців та чилійців забив по голу. Влітку того ж року Борре взяв участь у молодіжному чемпіонаті світу у Новій Зеландії. На турнірі він зіграв у 4 матчах і у поєдинку проти португальців Рафаель забив гол. Загалом на молодіжному рівні зіграв у 15 офіційних матчах, забив 4 голи.
2016 року провів одну гру за олімпійську збірну Колумбії.
7 вересня 2019 року в товариському матчі проти збірної Бразилії Борре дебютував за збірну Колумбії. У 2021 році Рафаель у складі збірної взяв участь у Кубку Америки у Бразилії. На турнірі він зіграв у пяти матчах і став з командою бронзовим призером турніру.
| Дата       | Місто          | Господарі | Результат               | Гості     | Турнір                                 | Голи | Примітки |
| ---------- | -------------- | --------- | ----------------------- | --------- | -------------------------------------- | ---- | -------- |
| 6-9-2019   | Маямі-Гарденс  | Бразилія  | 2 – 2                   | Колумбія  | товариський матч                       | -    | 83'      |
| 10-9-2019  | Тампа          | Колумбія  | 0 – 0                   | Венесуела | товариський матч                       | -    | 71'      |
| 3-6-2021   | Ліма           | Перу      | 0 – 3                   | Колумбія  | Відбір до ЧС 2022                      | -    | 72'      |
| 13-6-2021  | Куяба          | Колумбія  | 1 – 0                   | Еквадор   | Копа Америка 2021 - груповий етап      | -    | 90'      |
| 23-6-2021  | Ріо-де-Жанейро | Бразилія  | 2 – 1                   | Колумбія  | Копа Америка 2021 - груповий етап      | -    | 64'      |
| 3-7-2021   | Бразиліа       | Уругвай   | 0 – 0 д.ч. (2 – 4 п.п.) | Колумбія  | Копа Америка 2021 - чвертьфінал        | -    | 87'      |
| 6-7-2021   | Бразиліа       | Аргентина | 1 – 1 д.ч. (3 – 2 п.п.) | Колумбія  | Копа Америка 2021 - півфінал           | -    | 46'      |
| 9-7-2021   | Бразиліа       | Колумбія  | 3 – 2                   | Перу      | Копа Америка 2021 - матч за 3-тє місце | -    | 83'      |
| 5-9-2021   | Асунсьйон      | Парагвай  | 1 – 1                   | Колумбія  | Відбір до ЧС 2022                      | -    | 62'      |
| 9-9-2021   | Барранкілья    | Колумбія  | 3 – 1                   | Чилі      | Відбір до ЧС 2022                      | -    | 69'      |
| 7-10-2021  | Монтевідео     | Уругвай   | 0 – 0                   | Колумбія  | Відбір до ЧС 2022                      | -    | 57'      |
| 10-10-2021 | Барранкілья    | Колумбія  | 0 – 0                   | Бразилія  | Відбір до ЧС 2022                      | -    | 53' 63'  |
| 14-10-2021 | Барранкілья    | Колумбія  | 0 – 0                   | Еквадор   | Відбір до ЧС 2022                      | -    | 59'      |
| 16-11-2021 | Барранкілья    | Колумбія  | 0 – 0                   | Парагвай  | Відбір до ЧС 2022                      | -    | 80'      |
| Усього     |                | Матчів    | 14                      |           | Голів                                  | 0    |          |

## Титули і досягнення

### Командні
- Переможець Суперліги Колумбії (1):

«Депортіво Калі»: 2014
- Чемпіон Колумбії (1):

«Депортіво Калі»: 2015 А
- Володар Кубка Аргентини (2):

«Рівер Плейт»: 2017, 2019
- Володар Суперкубка Аргентини (2):

«Рівер Плейт»: 2017, 2019
- Володар Кубка Лібертадорес (1):

«Рівер Плейт»: 2018
- Переможець Рекопи Південної Америки (1):

«Рівер Плейт»: 2019
- Переможець Ліги Європи УЄФА (1):

«Айнтрахт»: 2021/22
- Бронзовий призер Кубка Америки: 2021

### Особисті
- Найкращий бомбардир Клубного чемпіонату світу: 2018 (3 голи)
- «Бронзовий м'яч» Клубного чемпіонату світу: 2018
- Найкращий бомбардир аргентинської Прімери: 2019/20 (12 голів)